# József Sándor Krenner

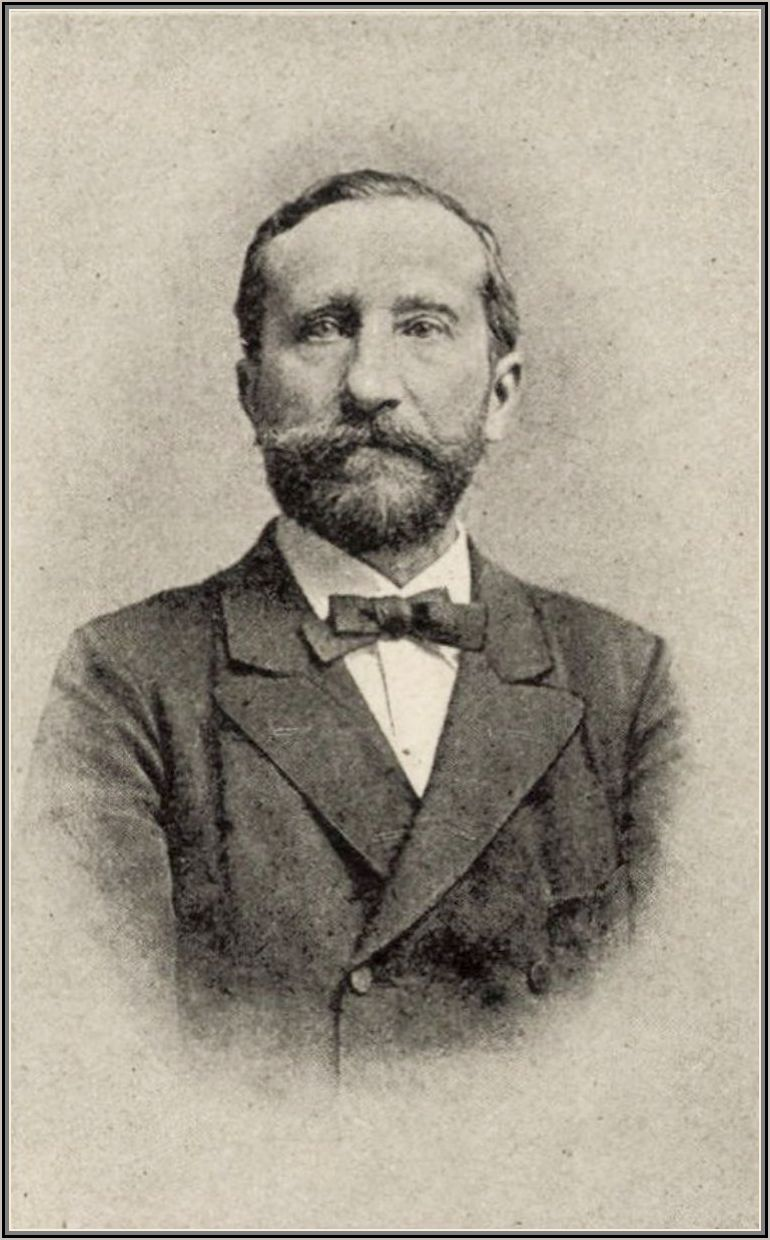
József Krenner (1892)

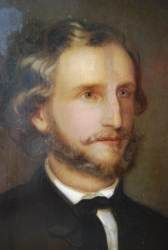
József Krenner, porträtiert von seiner Ehefrau, der Malerin Mária Máchik

József Sándor Krenner, auch Joseph Krenner (* 3. März 1839 in Ofen; † 16. Januar 1920 in Budapest), war ein ungarischer Mineraloge.

## Leben und Werk
Krenner studierte Mathematik und Naturwissenschaften in Pest sowie Mineralogie und Geologie an der Universität Wien und der Universität Tübingen, an der er 1865 bei Friedrich August Quenstedt promoviert wurde. Danach war er an der mineralogischen Abteilung des ungarischen Nationalmuseums in Pest, an der er 1869 Kustos wurde und 1893 Direktor der Abteilung. Ab 1870 war er außerdem Dozent für Mineralogie und Geologie und ab 1894 ordentlicher Professor an der TU Budapest.
Er entdeckte einige neue Minerale, darunter das nach ihm selbst benannte Krennerit {(Au,Ag)Te2}, sowie Semseyit und Schafarzikit.
1874 wurde er korrespondierendes und 1888 volles Mitglied der Ungarischen Akademie der Wissenschaften. Von 1895 bis 1898 war er Präsident der Ungarischen Geographischen Gesellschaft.
Krenner starb am 16. Januar 1920 im Alter wenige Wochen vor Vollendung seines 81. Lebensjahres in Budapest.

## Familie
Joseph Krenner war in erster Ehe bis zu ihrem Tod im Jahr 1895 mit der Malerin Mária Máchik verheiratet, die ein Porträtgemälde von ihm fertigte. Aus dieser Ehe gingen zwei Söhne und zwei Töchter hervor, darunter der Maler Viktor Tardos-Krenner. Seine zweite Ehefrau war Amália Halász, mit der er den Sohn und späteren Biologen, Pilz- und Insektenkundler József Andor Krenner (Andor Krenner; 1900–1979) hatte.